# Мірону
Мірону (рум. Mironu) — село у повіті Сучава в Румунії. Входить до складу комуни Валя-Молдовей.
Село розташоване на відстані 339 км на північ від Бухареста, 25 км на південний захід від Сучави, 124 км на захід від Ясс.

## Населення
За даними перепису населення 2002 року у селі проживали 1907 осіб. Рідною мовою 1905 осіб (99,9%) назвали румунську.
Національний склад населення села:
| Національність | Кількість осіб | Відсоток |
| -------------- | -------------- | -------- |
| цигани         | 1392           | 73,0%    |
| румуни         | 515            | 27,0%    |